# كارل آسلاند
كارل آسلاند (بالنرويجية البوكمول: Karl Aasland)‏ هو سياسي نرويجي، ولد في 13 نوفمبر 1918 في النرويج، وتوفي في 29 مارس 1982. حزبياً، نشط في حزب الوسط. وقد انتخب عضو برلمان النرويج ‏.